# Гаджи Зейналабдін (станція)
Гаджи Зейналабдін (азерб. Hacı Zeynalabdin) — залізнична станція в Азербайджані. Розміщена на дільниці Ялама — Баладжари між станціями Гаджи Зейналабдін Тагиєв-Сортировка (відстань — 5 км) і Сумгаїт (11 км). Відстань до ст. Ялама — 152 км, до ст. Баладжари — 36 км.
Розміщена в однойменному селищі Сумгаїтської міськради.
Станція відкрита в 1900 році як Насосний. Сучасна назва з 1991 року.